# 卡喬科塔湖
15°7′S 69°8′W / 15.117°S 69.133°W
卡喬科塔湖（Qachu Quta），是玻利維亞的湖泊，位於該國西北部拉巴斯省包蒂斯塔·萨韦德拉县，處於阿波洛班巴山脈西部，長0.5公里、寬0.4公里，海拔高度4,466米。